# ソニー・クリエイティブプロダクツ
株式会社ソニー・クリエイティブプロダクツ (英: Sony Creative Products Inc.) は、ファンシー文具・雑貨などの製造販売やキャラクターのライセンス事業、店舗・施設の運営などを行う日本の企業。ソニー・ミュージックエンタテインメントの子会社である。略称は「ソニーCP」または「SCP」。ライセンス事業を積極的に行っており、自社開発キャラクターに加えて他社のキャラクター管理も多くなっている。
全国各地で直営のキャラクターショップ「m.i.x!」を展開していたが、2008年10月までにすべて閉鎖された（一部店舗はキデイランドが継承する）。

## 沿革
- 1978年　CBS・ソニー（現・ソニー・ミュージックエンタテインメント）の子会社として設立。
- 1996年　化粧品部門（1979年事業開始）をソニーシーピーラボラトリーズ（B&Cラボラトリーズ→現・スタイリングライフ・ホールディングスBCLカンパニー）として分離。
- 2003年　ソニー・ミュージックエンタテインメントの会社分割により新たに設立されたソニー・カルチャーエンタテインメントの子会社となる。
- 2006年　ソニー・ミュージックエンタテインメントがソニー・カルチャーエンタテインメントを吸収合併したのに伴い、ソニー・ミュージックエンタテインメントの子会社となる。
- 2018年　本社を現在地に移転。

## 現在保有・管理する主なIP

### 国内IP

#### 自社開発
- タマ&フレンズ
- バイキンくん
- レッツチャット
- マリーン スカウツ
- 大福くん
- うさぎのモフィ

#### 他社IP
- ティニー ふうせんいぬのものがたり
- ねこねこ日本史
- Hey,Kitaro
- おひげのポン

#### その他
- PlayStation
- aibo
- ジョエル・ロブション
- 吉川壽一
- 水森亜土
- つむぱぱ
- GIFの伊豆見
- ラグビー日本代表
- 侍ジャパン

### 海外IP
- ピーナッツ (漫画)
- ピングー
- きかんしゃトーマス
- セサミストリート
- ピーターラビット
- リサとガスパール
- パンパンくんの日常

## 過去に保有・管理していた主なIP
- ウォレスとグルミット
- チェブラーシカ
- スポンジ・ボブ
- バービー
- ミスターメン リトルミス
- なまいきヴォルク
- Jリーグに加盟する全クラブチームのマスコットキャラクター(1993年から1999年まで)

## 過去にライセンス使用していた主なIP（保有・管理しないもの）
- パワーパフガールズ
- PLAYBOY
- Hi Hi Puffy AmiYumi
- スポンジ・ボブ
- トゥイーティー
- ボブとはたらくブーブーズ

## 運営施設
- スヌーピーミュージアム（六本木：2016年4月23日〜2018年9月24日まで期間限定開館/南町田グランベリーパーク内：2019年12月14日移転開館）
- 六本木ミュージアム
- CREATIVE MUSEUM TOKYO

## その他
- 他社キャラクター使用初期のものとして、玖保キリコ「いまどきのこども」がある。
- 風景写真やパターンデザインを使用した文具など、かつては非キャラクター系商品も多くみられた。
- ソネットエンタテインメントの「PostPet」、ビットワレットの「おさいふ犬」など、ソニーグループ企業の保有するキャラクターの管理も行っている。